# Hugues II de Broyes
Hugues II de Broyes, dit Bardoul, né vers 1065 et mort entre 1110 et 1121, est seigneur de Broyes, de Beaufort, de Châteauvillain, d'Arc-en-Barrois et de Baye, dans le comté de Champagne, à la fin du XIe siècle et au début du XIIe siècle. Il est le fils aîné de Barthélemy de Broyes et de son épouse Élisabeth de Valois.
Il participe à la première croisade lors de laquelle il combat très probablement à la seconde bataille de Ramla.
À sa mort, son fils aîné Simon Ier de Broyes lui succède à la tête de toutes les terres familiales.

## Biographie
Il est le fils aîné de Barthélemy de Broyes et de son épouse Élisabeth de Valois, dame de Châteauvillain et d'Arc-en-Barrois. Il succède à son père entre 1072 et 1081, mais, n'ayant pas atteint la majorité au décès de son père, le gouvernement de ses terres est assuré provisoirement par le comte Étienne-Henri de Blois.
La chronique d'Albéric de Trois-Fontaine indique que Hugues, surnommé Bardoul, seigneur de Broyes, a envahi Bar-sur-Aube et Laferté-sur-Aube avec le consentement du roi Philippe Ier, après la mort de son grand-père maternel Raoul IV de Vexin, époux de la comtesse Aélis de Bar-sur-Aube. Mais il ne doit pas les garder longtemps car ces deux villes sont possédées peu après par le comte Thibaud III de Blois, dont l'épouse est également une fille de Raoul de Vexin. Toutefois, le décès de Raoul de Vexin étant daté en 1074, il est fort probable que cette guerre n'ait pas été menée par lui, compte-tenu de son jeune âge, mais plutôt par son père ou par son tuteur.
Il rejoint une seconde vague de participants à la première croisade qui part au printemps 1101, en compagnie du comte Étienne-Henri de Blois, de son beau-père Milon Ier de Montlhéry ou encore de Gui le Rouge. Il combat très probablement à la seconde bataille de Ramla aux côtés de ses compagnons.
En hommage à son voyage en Terre sainte, il donne son surnom de Bardoul, qui signifie revêtu d’une carapace en référence à son armure, au bourg de Trie, passage obligé de la Marne sur la route de Paris à Lagny, et dont il est le seigneur. Ce village devient ainsi Trie le Bardoul puis par déformation Trilbardou.
Il meurt entre 1110 et 1121 et est remplacé par son fils aîné Simon comme seigneur de Broyes, Beaufort, Arc-en-Barrois et Châteauvillain.

## Mariages et enfants
Il épouse Emmeline de Montlhéry, dame de Villenauxe-la-Grande, fille de Milon Ier de Montlhéry et de Lithuise de Soissons, avec qui il a trois enfants, :
- Simon Ier de Broyes, qui succède à son père comme seigneur de Broyes ;
- Barthélemy de Broyes, cité dans une charte de 1104 ;
- Marie de Broyes, citée dans une charte de 1131.